# Basílica de Sant Apol·linar el Nou
La basílica de Sant Apol·linar el Nou (en italià Basilica di Sant'Apollinare Nuovo) és a la ciutat de Ravenna, a la regió històrica de la Romanya (Itàlia), que actualment forma part de la regió d'Emília-Romanya. Està dedicada a sant Apol·linar. Es va aixecar per voluntat de Teodoric el Gran el 505 per al culte arrià de la seva gent, encara que va ser consagrada al culte catòlic el segle vi i dedicada a Sant Martí de Tours. L'església compta amb un nàrtex. Des del segle ix la basílica porta el nom actual; l'apel·latiu de Nuovo li va ser donat per distingir-la d'una altra església més antiga anomenada de Sant'Apollinare in Veclo. Els mosaics que omplen els murs nord i sud, amb representació d'imatges de profetes, sants i màrtirs, així com escenes de miracles i de la Passió de Crist són els trets més destacats. No existeixen escenes de la infància de Jesús, encara que és possible que a l'origen sí que n'hi hagués, ja que han desaparegut per complet els mosaics que havien de trobar-se a l'absis i a l'arc de triomf, llocs on podien estar narrades (tal com succeeix a la basílica de Santa Maria Major de Roma).
La basílica de Sant Apol·linar el Nou fou inscrita per la UNESCO a la llista del Patrimoni de la Humanitat el 1996 sota el grup dels monuments paleocristians de Ravenna.

## Context històric

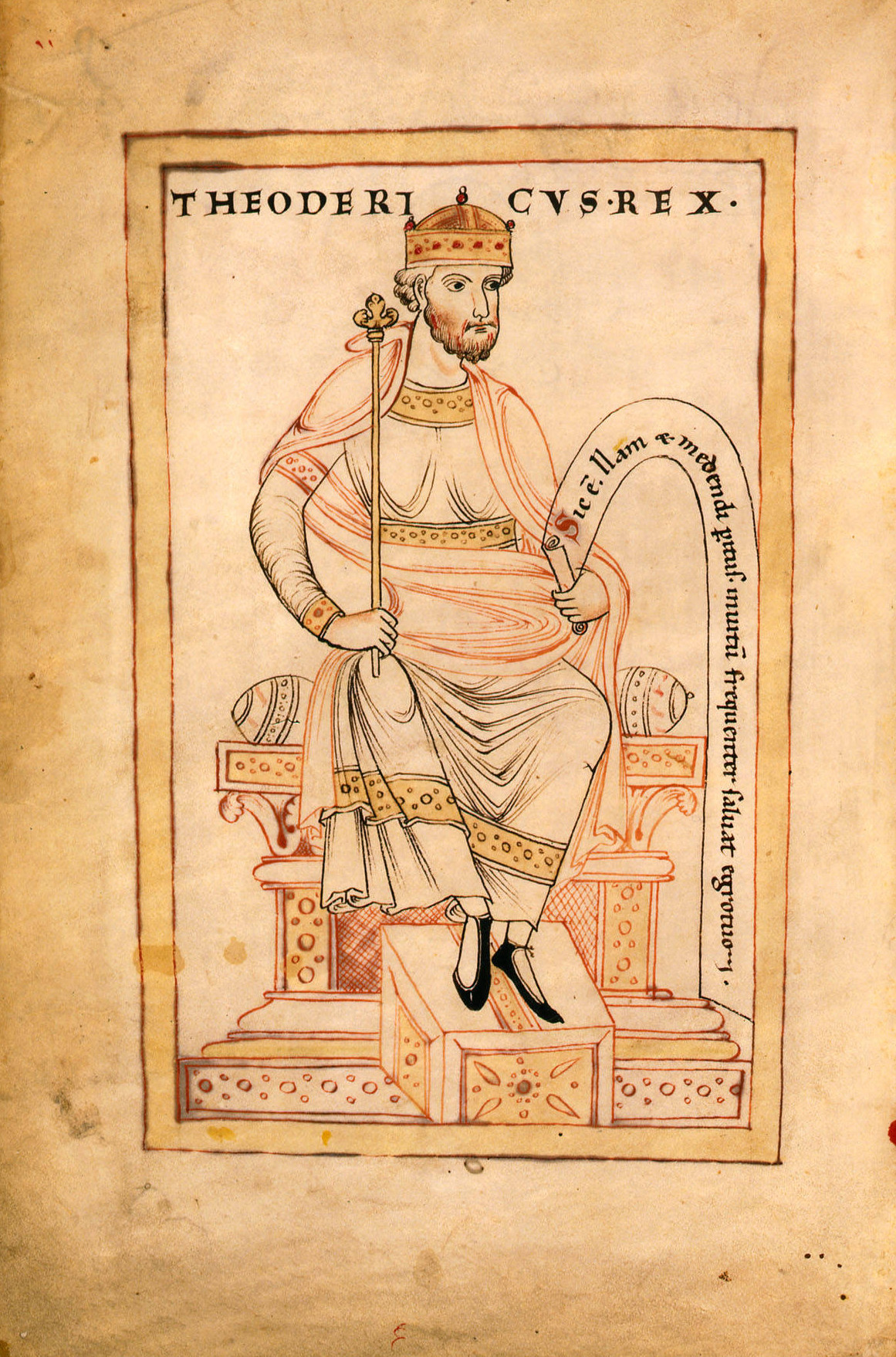
Teodoric el Gran, constructor principal de la basílica de Sant Apol·linar Nou, representat a una miniatura del

Teodoric el Gran fou educat a la cort a Constantinoble fins que va ser retornat al seu pare el 473, quan tenia divuit anys; el seu pare Teodomir havia esdevingut l'únic rei ostrogot. El 475 va morir i Teodoric fou proclamat rei. El 488 els ostrogots es van desplaçar cap a Itàlia i molts bàrbars s'hi van unir; tots anaven amb les seves dones i fills i totes les seves propietats, per la qual cosa fou com una emigració d'una nació sencera. Pel camí van lluitar contra huns, gèpides i sàrmates, i finalment van entrar a Itàlia l'estiu del 489. Després d'algunes lluites el 493, Odoacre va acceptar l'entrada dels ostrogots a Ravenna amb la condició que es fes un govern conjunt entre ell i Teodoric; el tractat fou confirmat sota jurament, però al cap de pocs dies Odoacre fou assassinat enmig d'un banquet, sens dubte per ordre de Teodoric. La capital fou Ravenna, i hi construí alguns monuments, entre d'altres el seu propi mausoleu. Més tard va traslladar la residència a Verona. Teodoric va governar Itàlia durant 33 anys fins a la seva mort l'any 526.
L'emperador Justinià I (527-565) va ser el protagonista del període de màxima esplendor de l'Imperi Romà d'Orient, la «Primera Edat d'Or» (segle vi). Justinià va intentar reviure la glòria de l'antic Imperi Romà emprenent la conquesta del Mediterrani, entre les quals s'inclogueren Itàlia, que pertanyia als ostrogots i on es trobava la ciutat de Ravenna, la qual es va convertir, el segle vi, en la segona capital de l'imperi i va estar governada per l'exarca. Amb jurisdicció nominal sobre la Itàlia meridional i Sicília, va reconquerir el nord d'Àfrica als vàndals i Espània als visigots. És normal, per tant, que a Ravenna es construïssin els més rics edificis d'occident, entre els quals es troben la basílica de Sant Apol·linar in Classe, la basilica de Sant Apol·linar el Nou i la basílica de Sant Vidal de Ravenna.
Sota el regnat de Justinià es va desenvolupar una colossal activitat constructiva emulant la dels grans emperadors romans del passat. L'art romà d'Orient va assolir la seva maduresa amb la unió d'elements grecs, llatins, orientals i paleocristians. Els principals trets dels temples són els següents: planta central, voltes de pedra o maó, cúpules normalment recolzades sobre petxines, finestres geminades i els principals murs coberts de mosaics i pintures al fresc amb gran riquesa de simbologia i de figures hieràtiques.

## Història

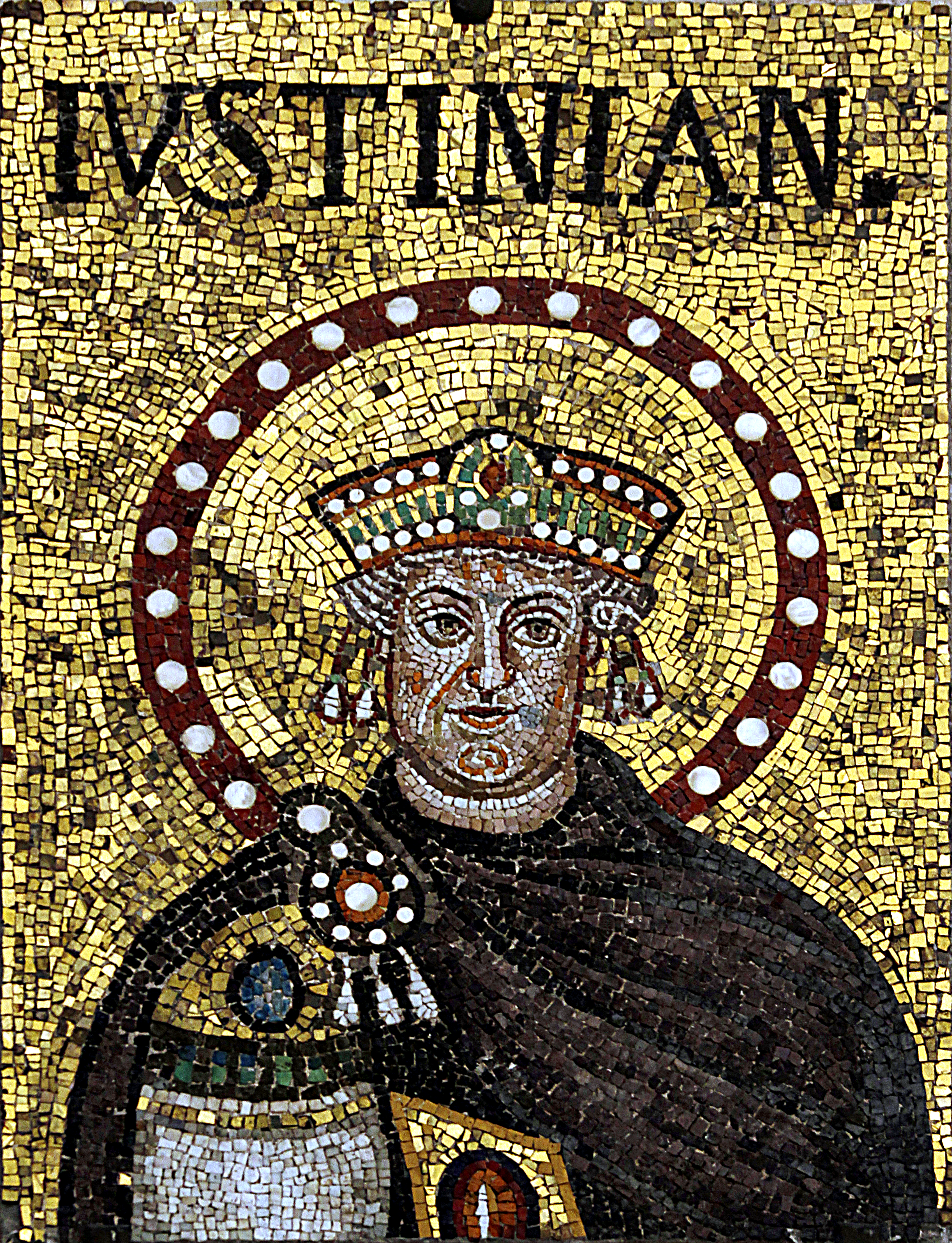
Justinià I a l'interior de la Basílica de Sant Apol·linar el Nou

La basílica va ser construïda pel rei ostrogot Teodoric el 505 com una església de culte arrià i amb el nom de Domini Nostri Jesu Christi. Era l'església palatina de Teodoric; així s'acostuma a anomenar la basílica en tota la bibliografia sobre ella, encara que no es pot dir amb certesa si al segle vi aquest títol s'entenia tal com s'entén en l'actualitat. Es trobava molt propera el palau del rei —fins i tot, es creu, amb alguna connexió constructiva— i és de suposar que era l'església on se celebraven cerimònies reials i que era utilitzada per la família reial per a les seves oracions.
Amb la conquesta de la ciutat per part dels romans d'Orient el 540, l'emperador Justinià I va iniciar una sèrie de restauracions a l'ortodòxia catòlica que van implicar el tancament o la transformació dels antics edificis relacionats amb els ostrogots i l'arrianisme. Va ser emblemàtica la situació de Sant Apol·linar el Nou: a la part que cobria els arcs que divideixen les naus hi havia un cicle de mosaics amb temes relacionats amb la religió arriana, que a instàncies del bisbe Agnel va ser eliminada i transformada. Només es van salvar les parts més altes de la decoració —amb les històries de Crist i amb els sants i profetes—, mentre que a la part més baixa, la més gran i més propera a l'observador, s'hi va dur a terme una completa reestructuració de la qual solament se'n van salvar les vistes del port de Classe i del Palatium de Teodoric; tot i això, se n'eliminaren tots els retrats, que probablement eren del mateix Teodoric i de la seva cort. En aquesta ocasió també es va canviar la consagració pel bisbe Agnel a sant Martí de Tours, sant famós per la lluita contra l'heretgia. Aquest temple també es va conèixer com a «Sant Martí amb cel d'or» per les seves decoracions del sostre daurat. El 856, quan la basílica del port on es guardaven les relíquies de sant Apol·linar va ser saquejada pels sarraïns, el cos del sant va ser traslladat a aquesta església, i es va canviar la denominació per la del primer bisbe de Ravenna, sant Apol·linar.
Al mur de l'entrada de la part occidental i interior es troba un mosaic que representa un retrat d'un governant que s'ha identificat com Justinià segons la inscripció que té sobre el seu cap.

## Exterior

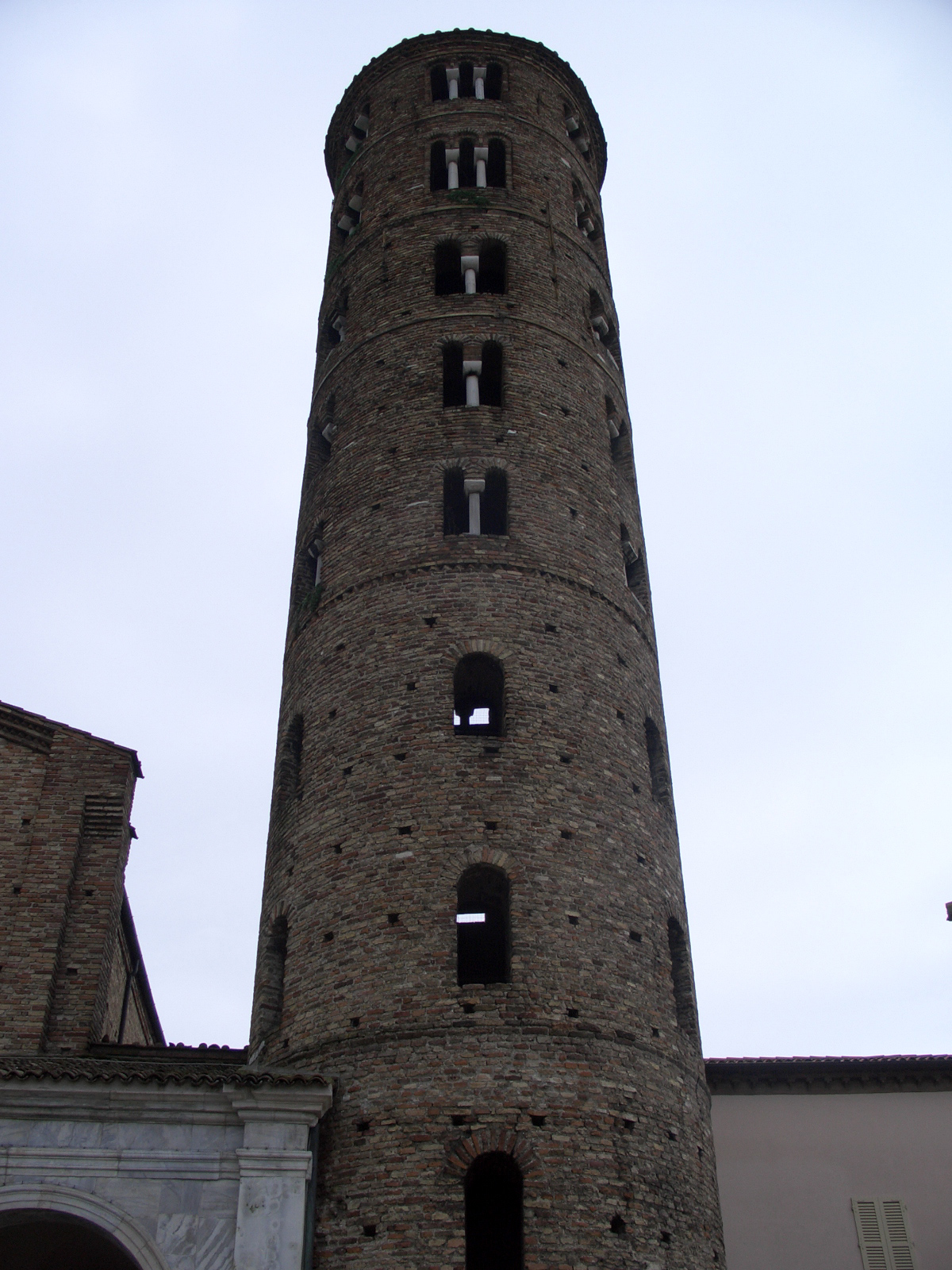
El campanar de la basílica

Externament, l'edifici presenta una coberta a dos vessants i un cos fet amb maó on s'aprecien fileres de senyals de forats de la bastida que van servir durant la construcció. L'absis, encara que té forma semicircular a l'interior, presenta cinc cares per la part exterior. A la part superior de la façana hi ha, en el centre exacte, una finestra doble de marbre gran i ampla; sobre d'aquesta n'hi ha unes altres dues de petites, una al costat de l'altra. El nàrtex té una coberta que descendeix des de la part mitjana de la façana fins a les columnes de subjecció, que són de marbre blanc, proporcionant un notable contrast amb el color de la resta de l'edifici. A la part davantera dreta respecte a l'entrada de la basílica s'eleva un campanar característic de la zona, de trenta-vuit metres, de planta circular i també de maó, que fou realitzat als segles ix i x. L'únic motiu ornamental que s'hi troba és, a partir de la planta baixa, les finestres en progressió d'obertures primer simples, a continuació dobles i, finalment, triples, amb fines columnes de marbre.

## Interior
La construcció té un disseny i dimensions molt similars a l'església de Sant Joan Baptista fundada anys enrere per Gal·la Placídia i decorada amb gran luxe en el seu interior. Es creu que Teodoric va voler imitar l'ostentació dels antics monarques.

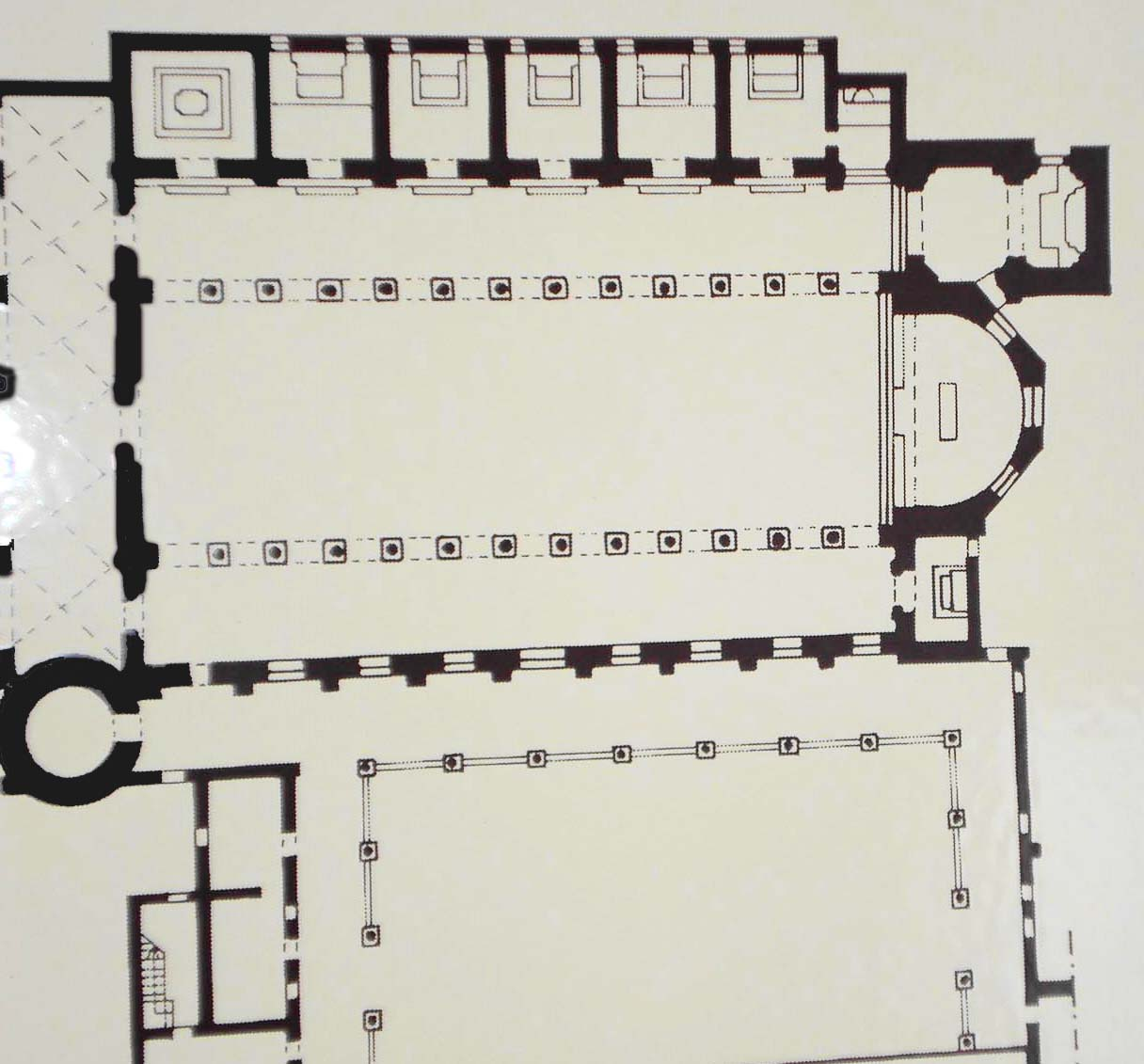
Planta de l'edifici actual

Es tracta d'un edifici de tres naus: la central és el doble d'ampla que les laterals i està coberta per un sostre pla de teginat de fusta del segle xvii, mentre que les naus laterals estan cobertes per voltes i estan delimitades per dotze columnes. Aquestes tenen capitells tallats amb fulles d'acant i alts cimacis o àbacs per augmentar la superfície on es recolza l'arquitrau, de forma piramidal i decorat amb una creu gravada a la part que dona a la nau central del temple. Tots aquests elements són de marbre procedent de l'illa de Proconnesos, a la vora de Propòntida. En algunes columnes i capitells es troben inscrites marques amb lletres gregues que corresponen als tallers on es van fer; aquestes mateixes marques també es troben en esglésies de Constantinoble i d'Efes.

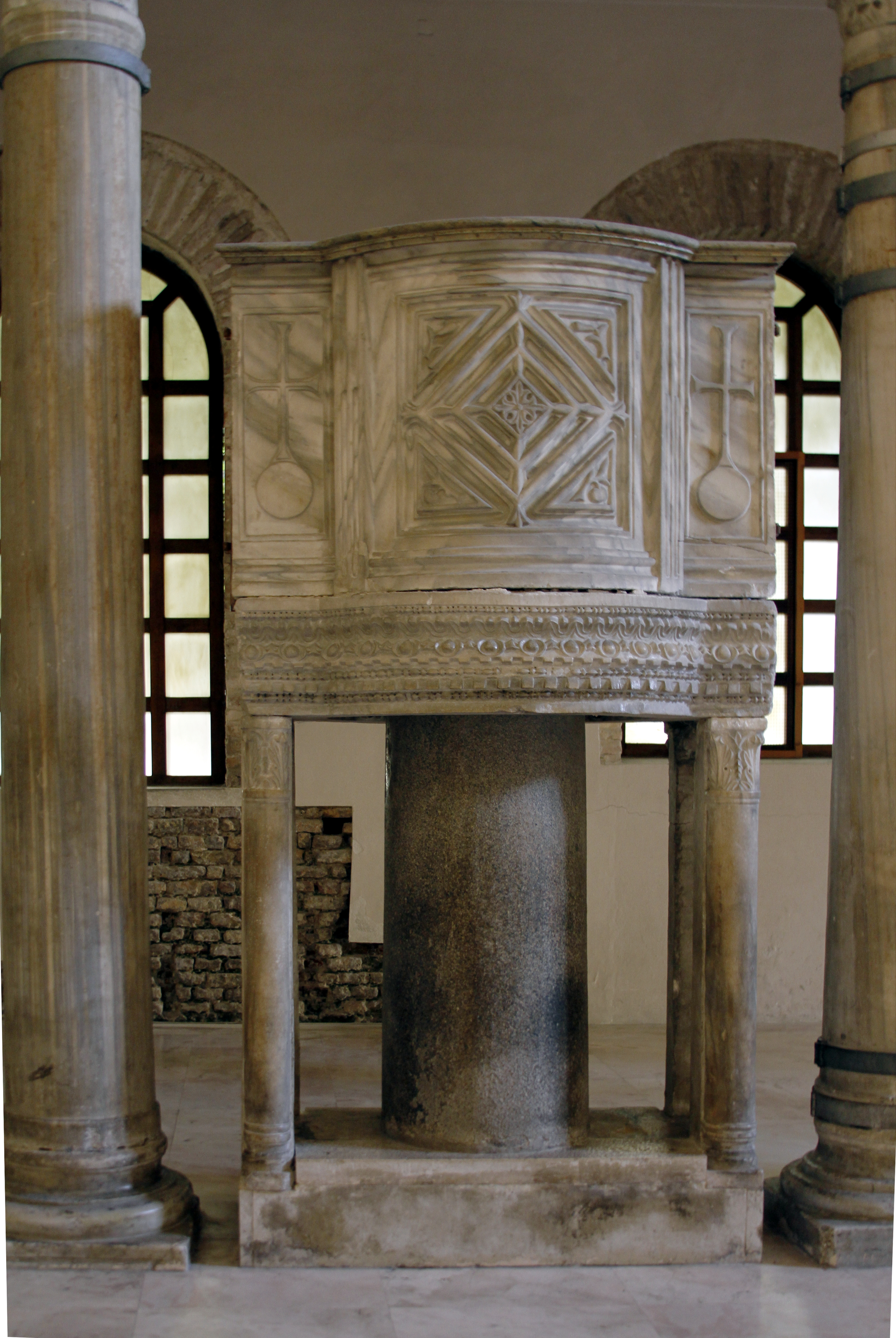
Púlpit entre columnes de la nau sud

La capçalera acaba en un absis semicircular barroc que havia estat construït al segle xvi. Després de noves obres dutes a terme durant l'any 1950 amb intenció d'ocultar-lo, l'absis barroc va ser novament reconstruït a finals del segle xx. Durant les reformes del segle xvi la columnata va ser aixecada juntament amb els arcs, de manera que el nivell del terra quedà més d'un metre per damunt de l'original. Es considera que entre l'arcada i la zona més baixa dels mosaics devia haver-hi una altra franja horitzontal que devia desaparèixer a causa d'aquesta elevació del terra. Segons va descriure el bisbe Agnellus en els seus informes anteriors sobre la basílica, el terra era de marbre de gran luxe policromat i que formava dibuixos.
Durant el segle xviii es van afegir vuit capelles a la nau lateral de la part nord —esquerra a l'entrada de l'església—: la principal és la primera, dedicada a sant Antoni de Pàdua. En el centre de la nau principal i entre les columnes de la nau sud es conserva un púlpit de marbre d'estil romànic sobre una columna de pòrfir fosc. A aquest temple li correspon la seva associació amb les basíliques constantinianes i els models d'art romà d'Orient instaurats per la conquesta de la ciutat.

## Mosaics
Com totes les esglésies de Ravenna del període Imperi Romà d'Occident (fins al 476), ostrogot (fins al 540) i romà d'Orient (després de 540), Sant Apol·linar el Nou compta amb uns mosaics multicolors. Tanmateix, no tots pertanyen a la mateixa època: hi ha del període de Teodoric del culte arrià i d'altres que pertanyen a la reestructuració ordenada pel bisbe Agnellus quan es va tornar a consagrar l'edifici al culte cristià catòlic. L'espai eclesiàstic interior mostra una jerarquització simbòlica: en el mur del temple s'hi mostraven tres zones decorades per mosaics, una sobre l'altra. La senzillesa i sobrietat de la seva arquitectura exterior realitzada en maó passa a la gran ornamentació i esplendor de llum que representen les tessel·les dels mosaics interiors.

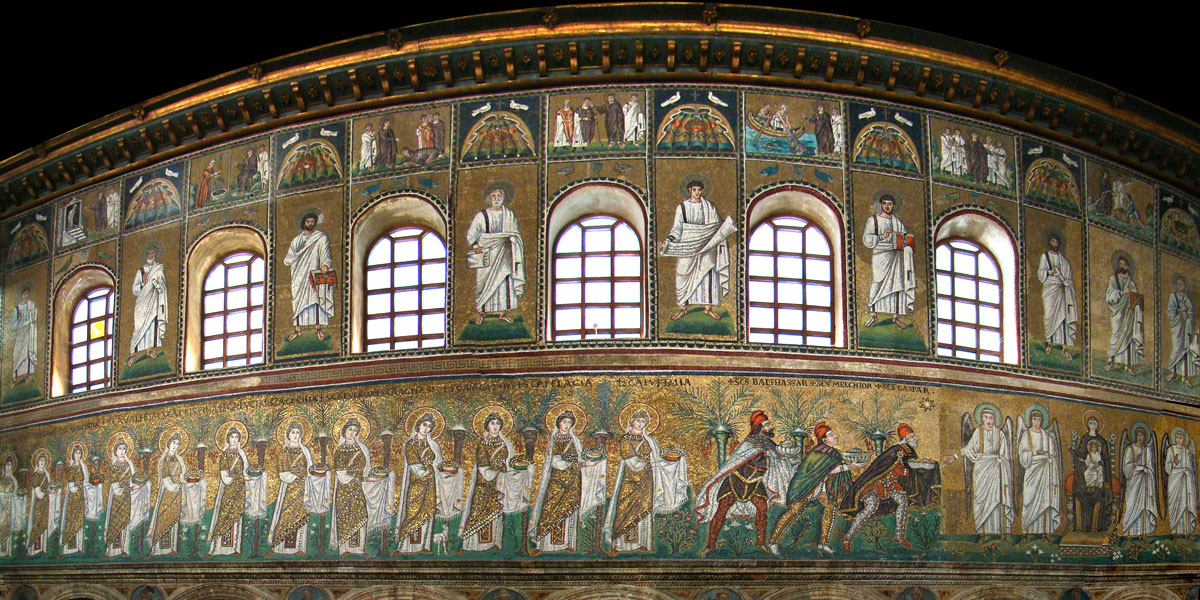
Vista de les tres franges de mosaics

- Nivell superior: Nou Testament, la paret nord conté 13 escenes de miracles i paràboles, i la paret sud té 13 escenes de la Passió de Crist.
- Nivell mitjà: imatges dels profetes.
- Nivell inferior: processó de màrtirs verges al costat nord i màrtirs sants al costat sud.

### Nou testament
nau central, en un espai situat aproximadament a dos metres de, està decorada amb plafons rectangulars de mosaic alternats de 137 x 115 cm. Els plafons de fons daurat estan creats a partir de les històries del Nou Testament i entre ells s'hi troben d'altres panells decoratius i repetitius amb fons blau fosc brillant, els quals presenten una cúpula sobre la qual hi ha una creu al centre i dos coloms blancs a tots dos costats.
Per primera vegada a l'escena de l'art romà d'Orient, es troba l'Evangeli, no en ordre cronològic sinó com apareixen a les lectures per Pasqua de l'església a Ravenna segons les idees del culte arrià dels ostrogots. A la paret nord s'hi van col·locar tretze escenes dels miracles i paràboles de Crist. Crist està representat molt jove i imberbe, amb un rostre de tendresa i felicitat, i a les escenes es redueix al mínim la representació d'escenaris i paisatges, així com el nombre de personatges als mosaics (47 imatges en 13 panells).

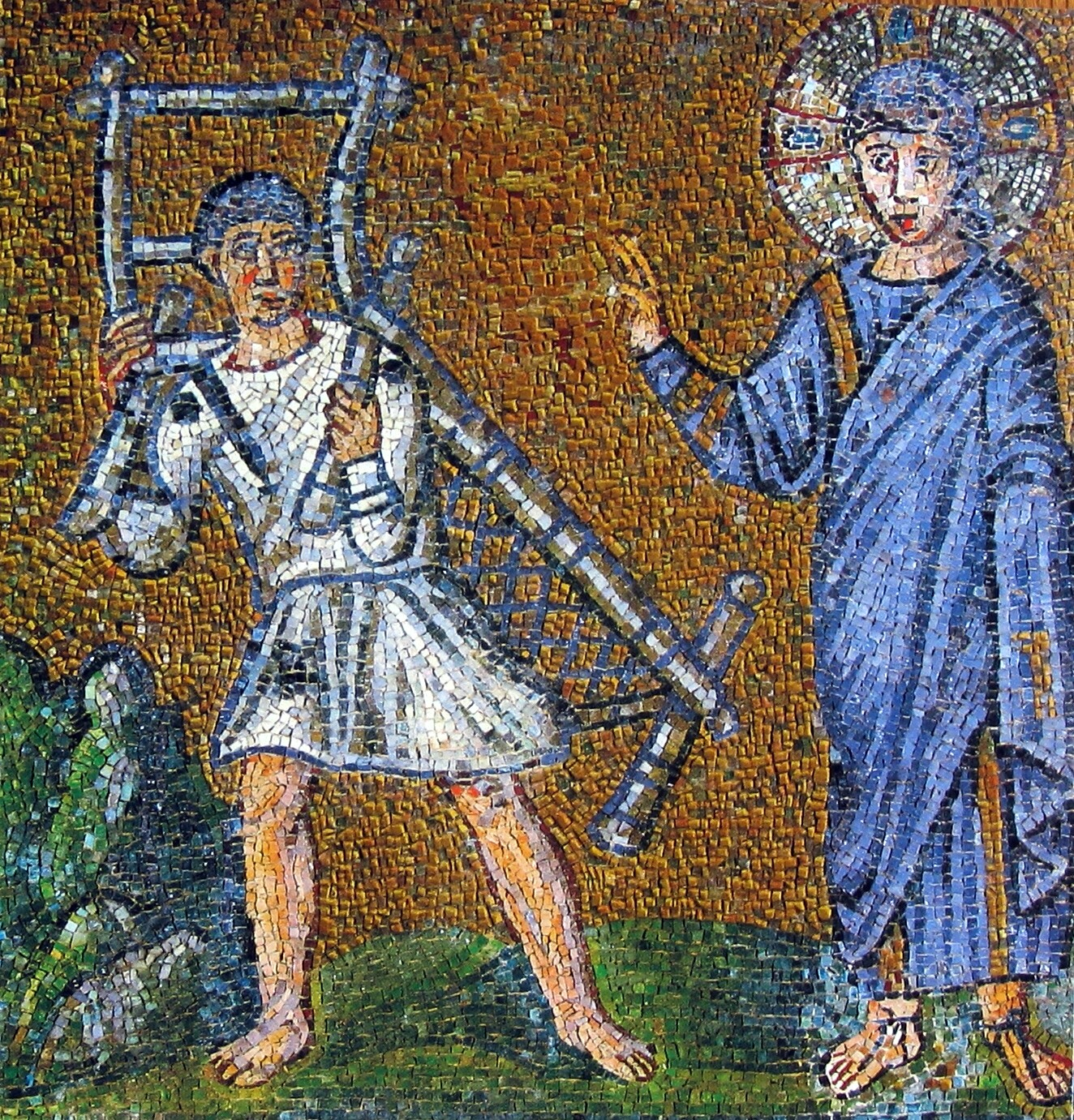
La curació del paralític de Bethesda
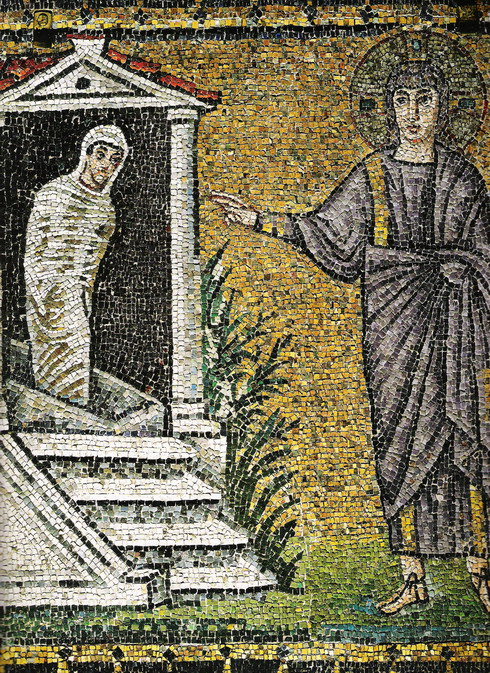
Crist ressuscita Llàtzer de Betània
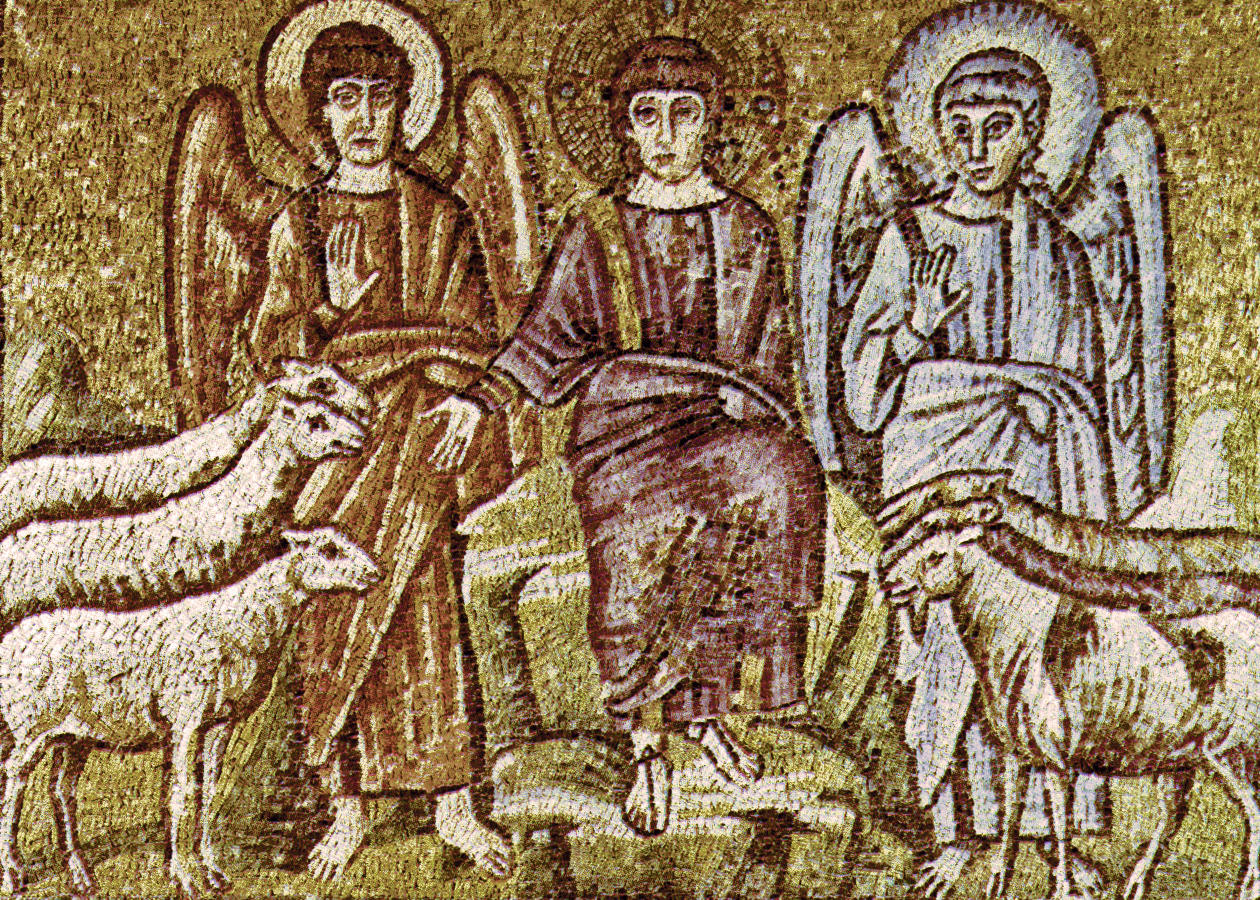
Paràbola del Judici Final
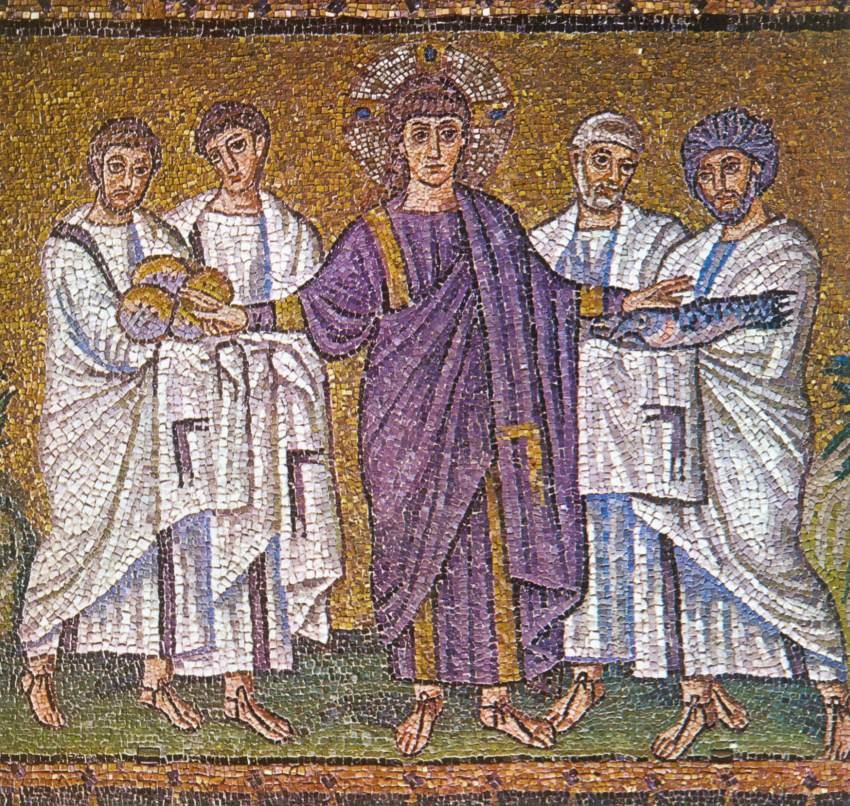
Miracle dels pans i els peixos
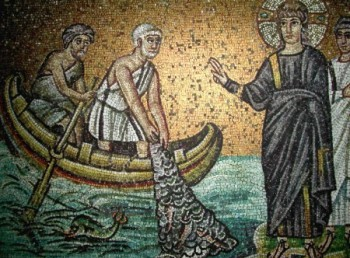
Crida de Jesús a Pere i Andreu

Escenes representades a la part esquerra a partir de l'entrada cap a l'absis del temple:
- La curació del paralític de Bethesda.［Joan 5:1-15］
- Crist expulsa una legió de dimonis d'uns possessos i els envia a uns porcs.［Mateu 8:31-32］
- La curació del paralític, el qual es veu com despengen amb una llitera pel sostre perquè no poden passar per la porta.［Lluc 5:18-25］
- Paràbola del Judici Final: Crist separa les ovelles —els justos— i les cabres —els pecadors.［Mateu 25:31-46］ amb la possible representació de Llucifer
- Resurrecció del fill de la vídua.［Lluc 7:12-15］
- Paràbola del fariseu i el publicà.［Lluc 18:9-14］
- Crist ressuscita Llàtzer de Betània.［Joan 11:41-44］
- Crist i la samaritana.［Joan 4:25-29］
- Curació a una dona que patia hemorràgies.［Lluc 8:43-48］
- Curació d'un cec a Jericó.［Marc 10:46-52］
- Crida de Jesús a Pere i Andreu.［Mateu 4:18-19］
- El miracle dels pans i els peixos.［Joan 6:8-11］
- Noces de Canà.［Joan 2:8-11］ En el curs de la restauració sense èxit de 1854, les gerres de vi van ser substituïdes per cistelles de pa, que va fer que l'escena fos quasi desconeguda.[23]

En els mosaics de la paret sud, en contrast amb la del nord, la imatge de Crist té barba i un rostre més sever, i els personatges són més nombrosos i presenten una tipologia més realista (99 imatges en 13 plafons). Es mostren tretze escenes de la Passió de Crist, sense la de la Crucifixió, que era evitada en aquella època i solament es mostrava la representació de la creu com un fet de triomf i Resurrecció de Jesús. Malgrat les diferències estilístiques entre els mosaics de les dues parets, la majoria dels investigadors creuen que el treball es va executar simultàniament, encara que a càrrec de diferents mestres.

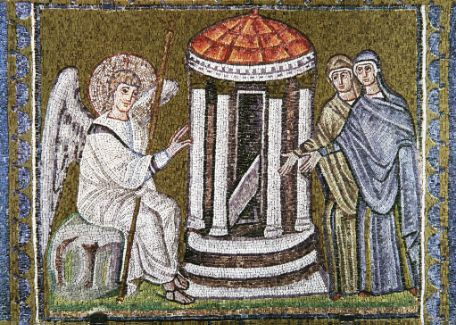
Sepulcre de Crist amb l'àngel i les Maries
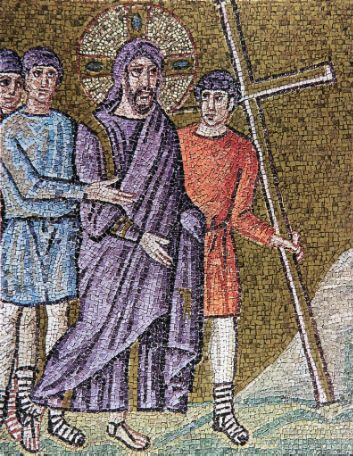
Crist en direcció al Calvari amb Simó de Cirene que porta la creu
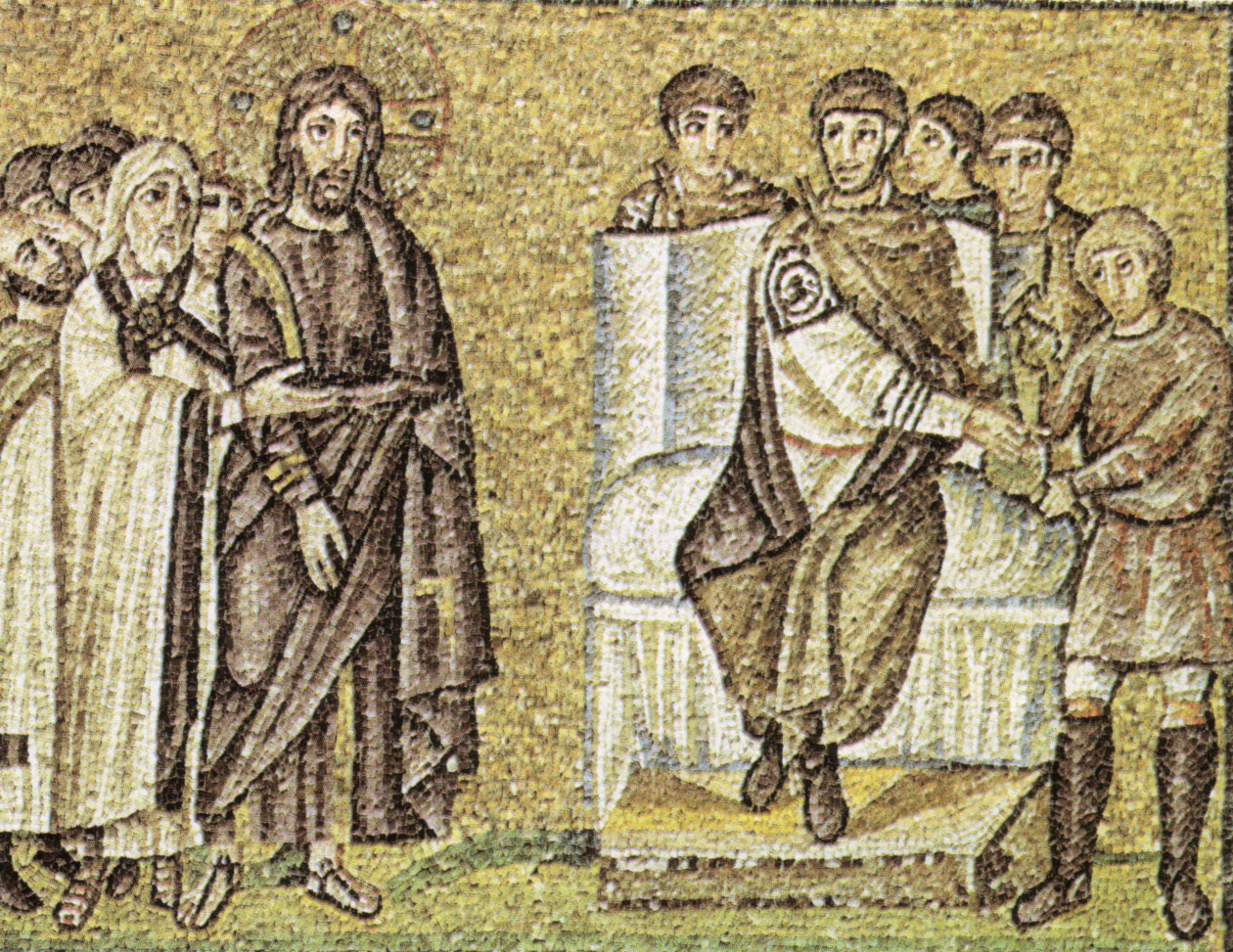
Crist davant de Ponç Pilat, el qual s'està rentant les mans
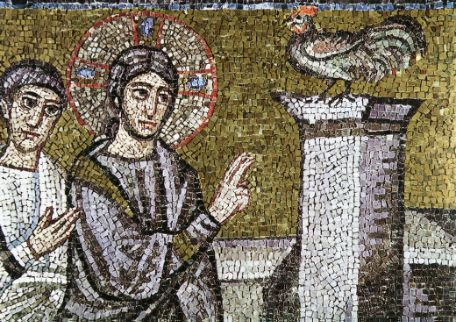
La negació de Pere
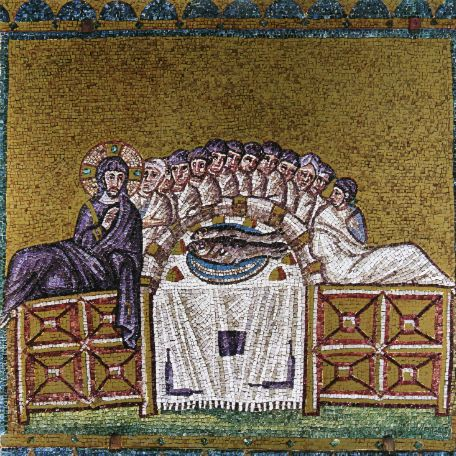
El Sant Sopar

Escenes representades a la part dreta a partir de l'entrada cap a l'absis del temple:
- L'apòstol Tomàs nega creure en la Resurrecció de Crist.［Joan 20:24-29］
- Crist apareix als seus deixebles, en direcció a Emaús.［Lluc 24:13-15］
- Sepulcre de Crist amb l'àngel i les Maries.［Marc 16:5-6］
- Crist en direcció al Calvari amb Simó de Cirene que porta la creu.［Lluc 23:26］
- Crist davant de Ponç Pilat, el qual s'està rentant les mans.［Joan 18:33-37］
- Judes retorna les 30 peces d'argent als summes sacerdots.［Mateu 27:4-5］
- La negació de Pere.［Lluc 22:59-60］
- Predicció de Crist sobre la negació de Pere.［Mateu 26:61-62］
- Crist davant de Caifàs.［Mateu 26:38-44］
- El bes de Judes.［Mateu 26:65-66］
- Comiat de Crist dels apòstols al Mont de les Oliveres.［Mateu 26:38-44］
- El Sant Sopar.［Mateu 26:26-27］

### Profetes

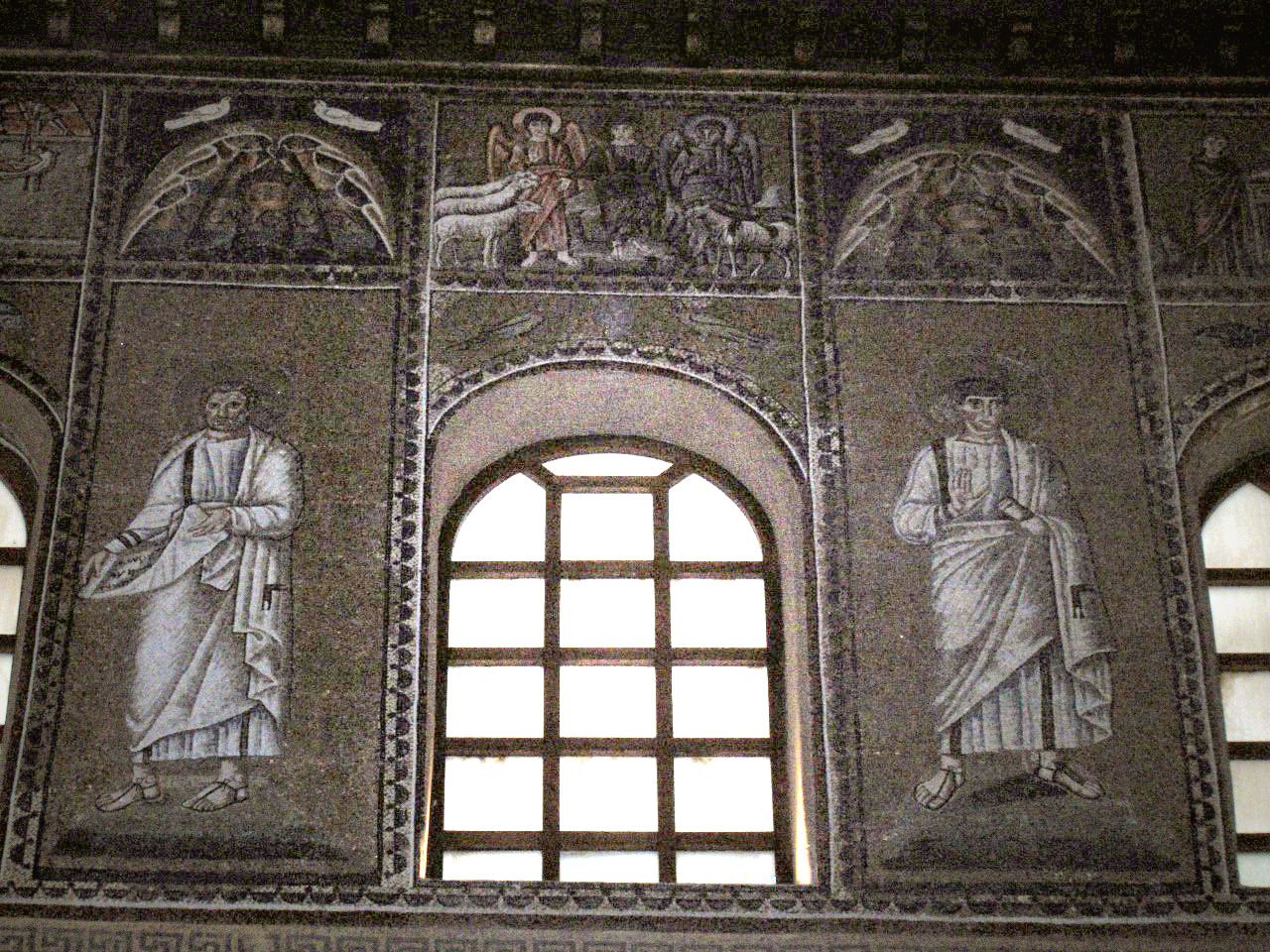
Profetes entre les finestres del nivell central

El nivell mitjà de la decoració de mosaics té uns tres metres d'altura, i està entre les obertures de les onze finestres superiors. S'hi troben trenta-dues imatges de profetes —setze per cada costat lateral de l'església— dintre de marcs rectangulars. Als extrems, tant a l'oriental com l'occidental, s'hi troba un marc més gran que inclou tres figures sense finestres intermèdies. Els carcanyols de sobre de les finestres que tenen forma d'arc de mig punt estan decorats amb uns ocells davant d'un gerro amb flors.
Els profetes estan col·locats per damunt del fris horitzontal, separant la zona mitjana de la part inferior dels murs que, juntament amb figures d'ocells i l'herba sota els seus peus, formen el símbol de la vida celestial dels sants. Aquestes imatges es troben de cara als fidels en posició dreta. Estan vestits amb robes blanques i tenen el cap coronat per una aurèola, i a les seves mans sostenen un llibre o un paper enrotllat. Les figures es distingeixen per característiques individuals: per exemple, entre els personatges s'hi troben tant persones joves com més grans. L'absència dels trets més recognoscibles de la iconografia característica d'alguns sants es pot atribuir al fet que el mosaic sigui de l'època de Teodoric. Hi ha algunes inscripcions en els mosaics que no permeten identificar les imatges de tots els sants.

### Processó dels sants màrtirs
Al nivell inferior de la paret sud es troba una imatge d'una processó monumental de màrtirs. La processó comença a un edifici que té la inscripció de Palatium i que s'identifica amb el palau del rei Teodoric, i arriba fins on està Jesucrist, el qual es troba assegut en un tron envoltat per quatre àngels. La mà de Crist, originalment, sostenia un llibre obert amb les paraules «Ego sum Rex gloriae» ('Jo sóc el rei de la glòria'); el llibre va ser substituït per un ceptre durant la restauració de 1860.

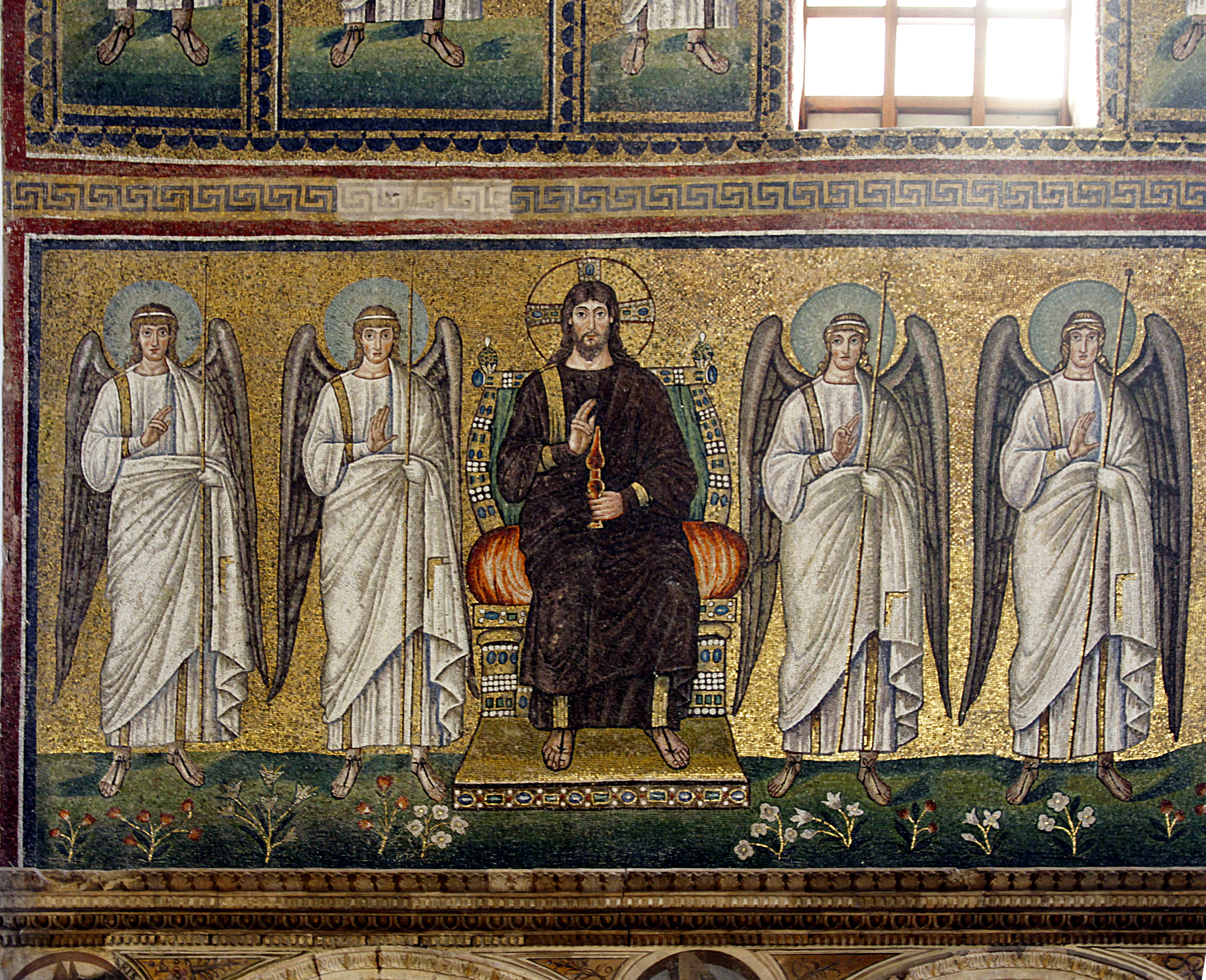
Crist majestat envoltat per quatre àngels

Quasi totes les imatges d'aquest mosaic es troben identificades amb el seu nom. La majoria dels sants són esmentats al cànon eucarístic de la litúrgia romana, i d'altres eren venerats específicament en aquesta basílica. És possible que els sants estiguin situats en l'ordre que s'esmentaven a la lletania que es llegia en els actes litúrgics.

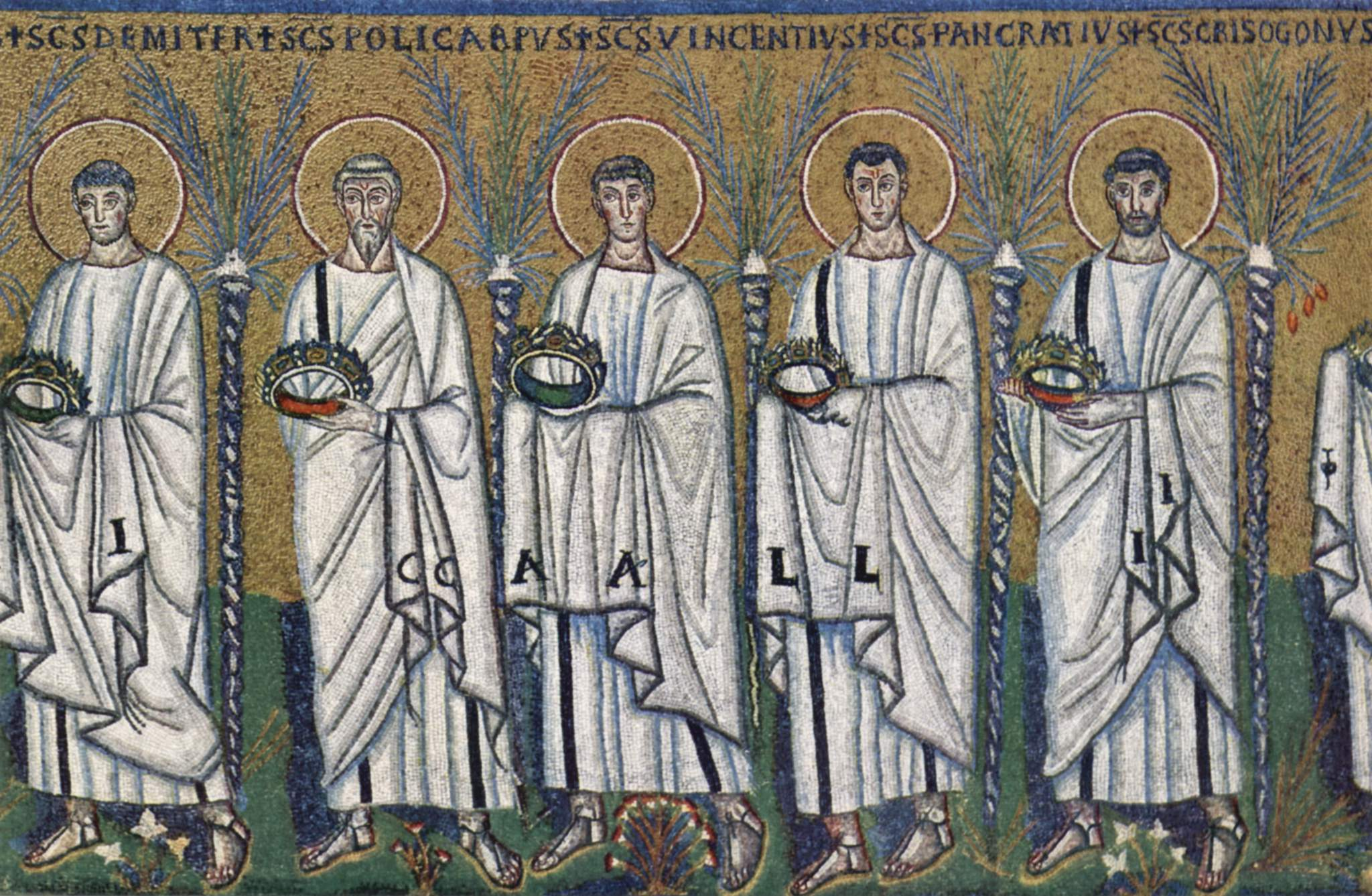
Quatre sants màrtirs que formen part de la processó

Inicialment, la processó comptava amb la presència de la figura de Teodoric el Gran i els seus cortesans, mentre que l'altre costat estava reservat per a la reina i el seu seguici. Aquestes imatges, però, van ser substituïdes pel Crist entronitzat amb àngels per un costat i per l'altre la Mare de Déu també entronitzada amb àngels, sempre conservant —com era costum en aquella època— la separació de les persones de diferent sexe, tant per assistir als cultes religiosos com per a les decoracions interiors. La processó la formen vint-i-sis sants guiats per sant Martí de Tours (en el passat la basílica va ser dedicada a aquest sant). En ordre des de l'altar fins a l'entrada és a dir, d'est a oest, són els següents: Climent I, Sixt II, Llorenç màrtir, Hipòlit de Roma, Corneli I, Cebrià de Cartago, Cassià d'Imola, Joan i Pau de Roma, Vidal de Ravenna, Gervasi i Protasi, Ursicí, Nabor i Fèlix de Milà, Apol·linar de Ravenna, sant Sebastià màrtir, Demetri de Tessalònica, Policarp d'Esmirna, Vicenç d'Osca, Pancraç de Roma, Crisògon d'Aquileia, Protus, Iac[in]tus i Sabí d'Hermòpolis.
Totes les imatges dels sants, amb l'excepció de Martí de Tours i Llorenç, estan vestides amb idèntiques tùniques blanques. Un signe de distinció d'antic titular de la basílica és la capa de color porpra que du sant Martí sobre la seva túnica blanca; d'altra banda, Llorenç destaca per la seva túnica daurada i la capa blanca. La processó dels màrtirs a la versió final ja és típica de la composició romana d'Orient, caracteritzada per una mateixa repetició de ritmes verticals.

#### Palau de Teodoric

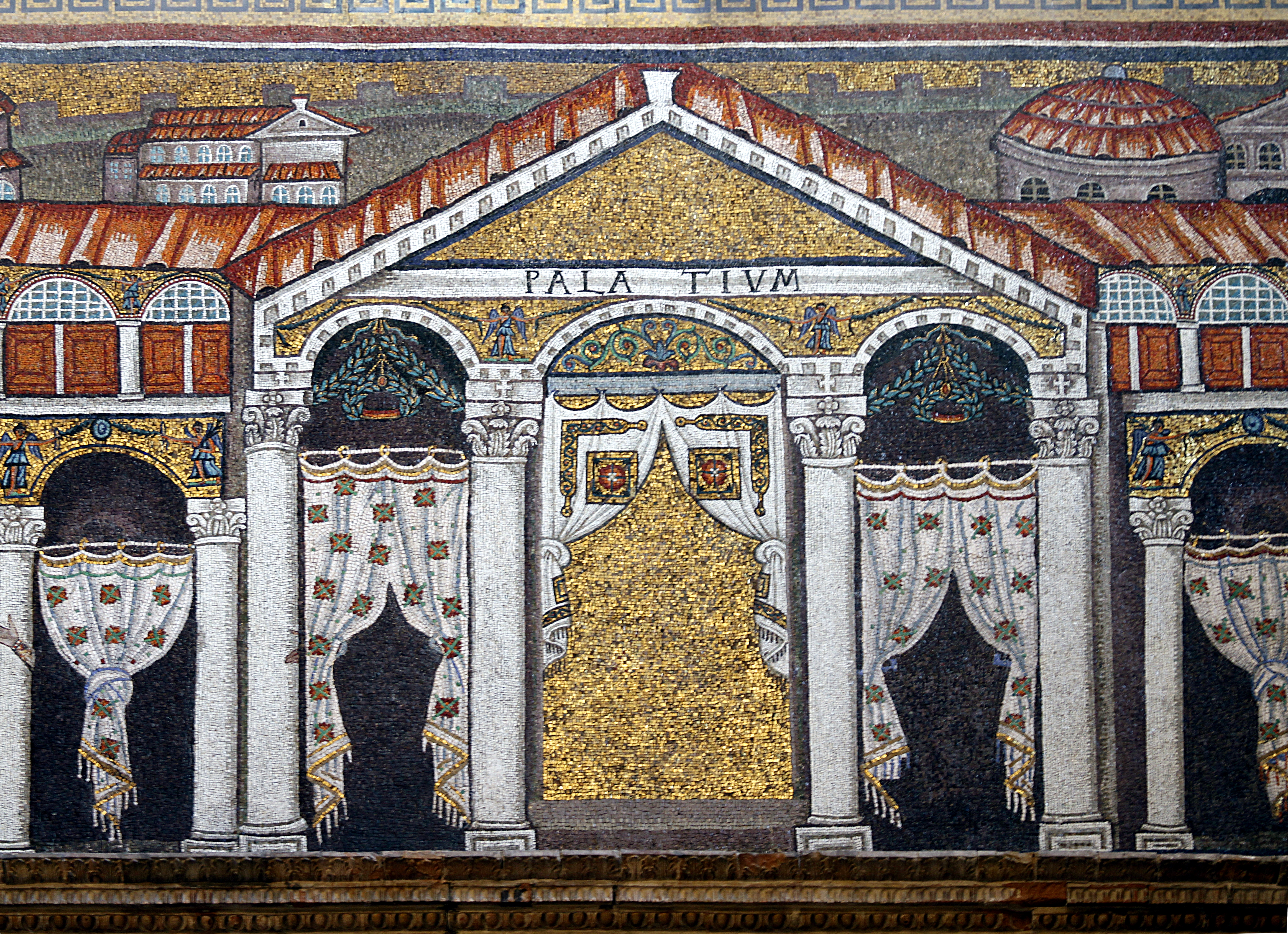
Part central del palau de Teodoric

Al lloc on surt la processó dels sants màrtirs cap a l'altar es representa el palau de Teodoric, recognoscible per la inscripció llatina PALATIUM a la part baixa del timpà sobre l'arc central. La part de l'edifici interior està representada en perspectiva ressaltada, és a dir, el que es veu de la façana correspon a tres costats del peristil disposats en un pla únic. Les columnes situades sobre els arcs del palau són fines i esveltes, i estan rematades amb capitells corintis. Damunt dels arcs, que tenen motius d'àngels amb garlandes de flors, hi ha una sèrie d'arcs més baixos protegits amb ampits i amb sostre de teules, la qual cosa pot significar que probablement fos una llarga terrassa coberta. Més al fons del palau es descobreixen alguns edificis basilicals o de planta central, la funció dels quals és representar de mode sintètic la ciutat de Ravenna.
Després de la derrota del rei ostrogot Teodoric, el mural de mosaic del seu palau també va ser reconstruït pels romans d'Orient per esborrar tots els rastres dels anteriors governants en una espècie de damnatio memoriae. Els dignataris dels gots que es representaven en aquest mosaic i el mateix Teodoric que es trobava a l'arc central del palau van ser eliminats ràpidament per unes cortines. Es poden veure alguns detalls que no es van arribar a treure, com ara diverses marques de braços i mans a l'arcada composta per tres arcs més petits a cada costat del central.

### Processó de les verges màrtirs
Situada al nivell inferior de la paret nord de la nau hi ha una processó de vint-i-dos verges màrtirs amb sortida des del mosaic que representa el port de Classe de Ravenna (Civitas Classis) que es dirigeix cap al tron de la Mare de Déu amb l'Infant a la falda i envoltada per quatre àngels. Aquesta escena està inspirada en el Concili d'Efes de l'any 432, en el qual es va acceptar la legitimitat del títol «Mare de Déu» i, per tant, el dogma de la maternitat divina de Maria. A partir d'aquí va sorgir el prototip de la Verge Majestat entronitzada —anomenada Theotokos— que tant es va repetir a les esglésies romana i grega.

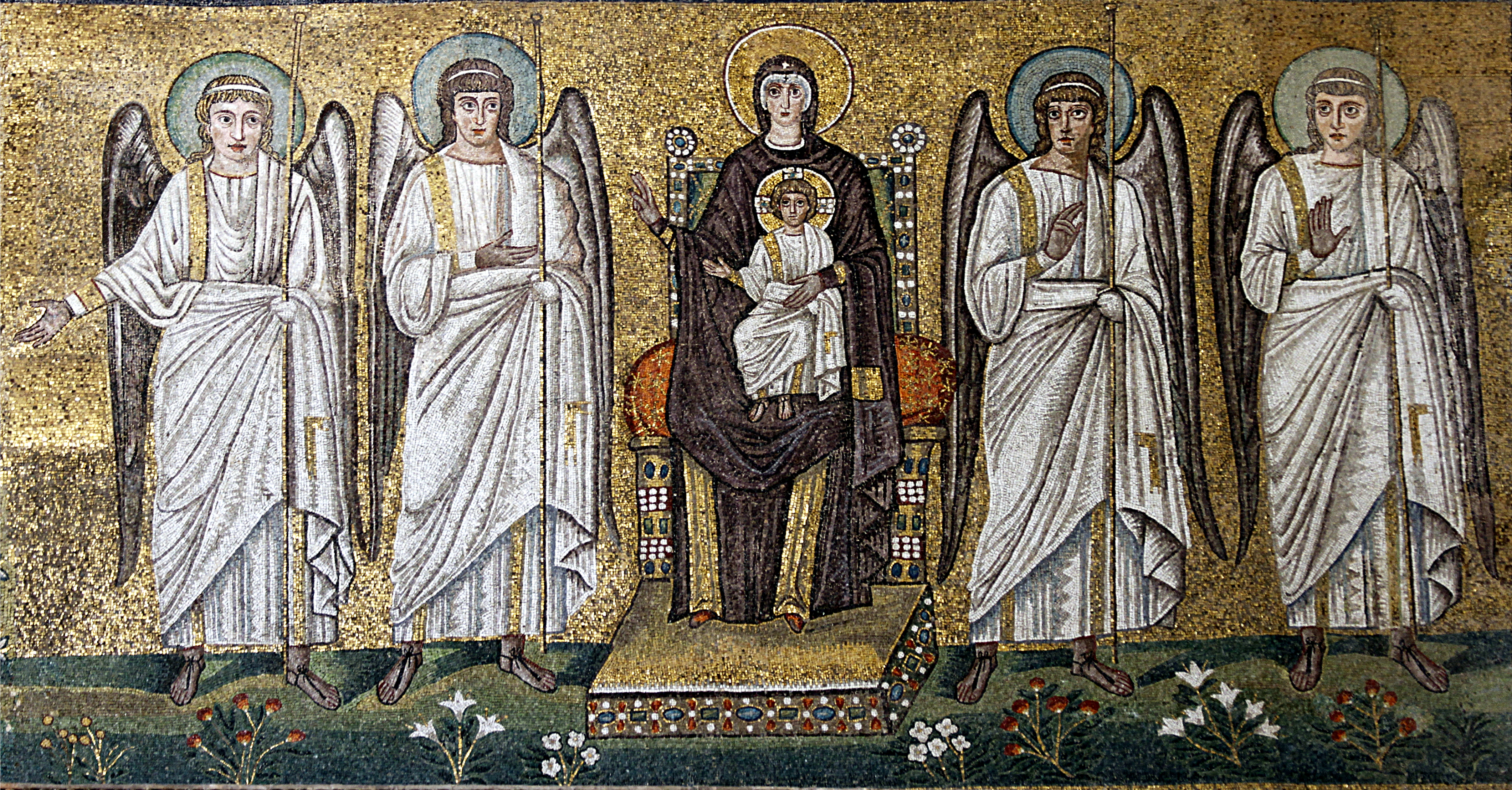
Mare de Déu amb l'Infant i amb quatre àngels

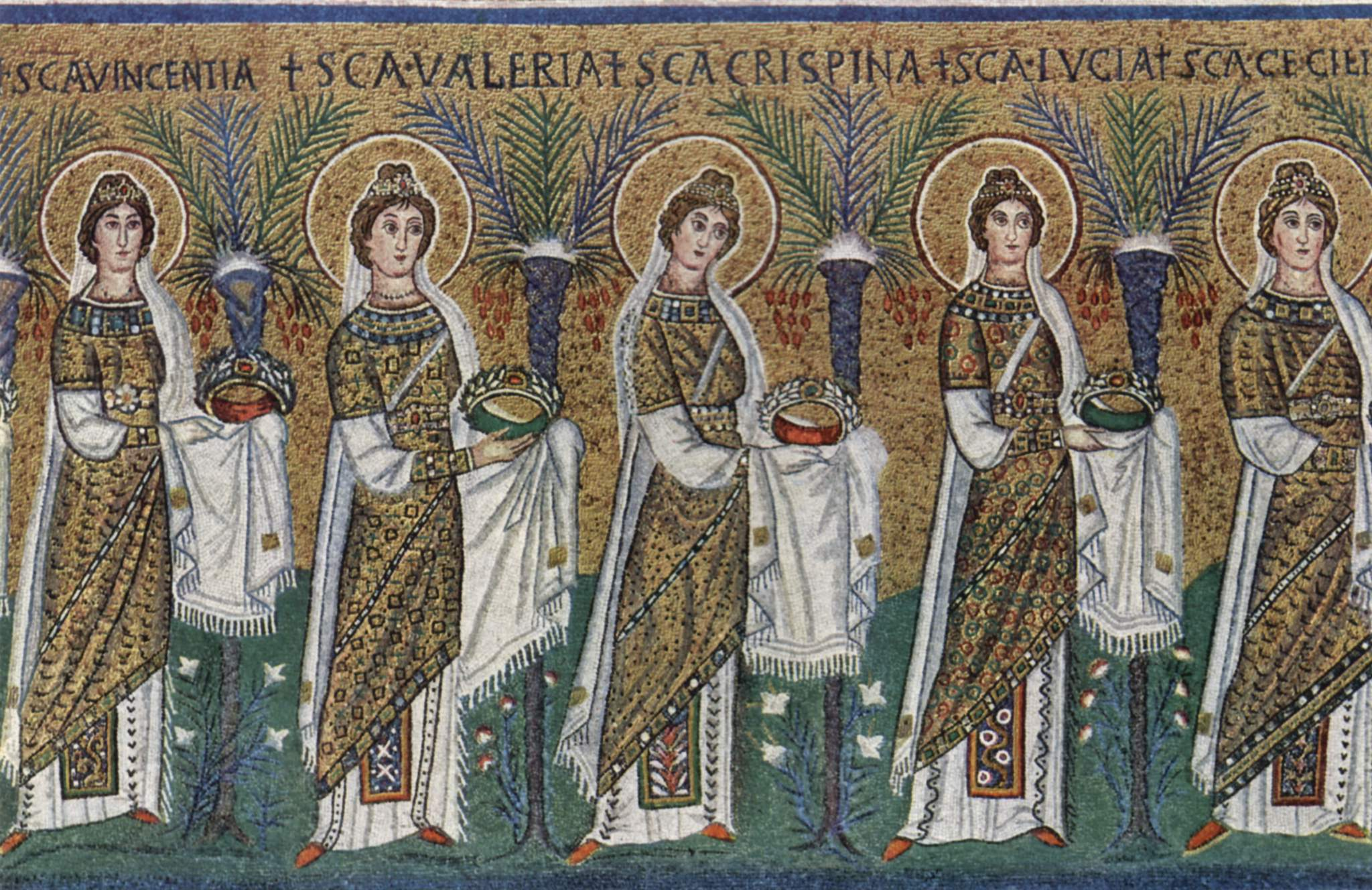
Cinc verges màrtirs de la processó de la paret nord

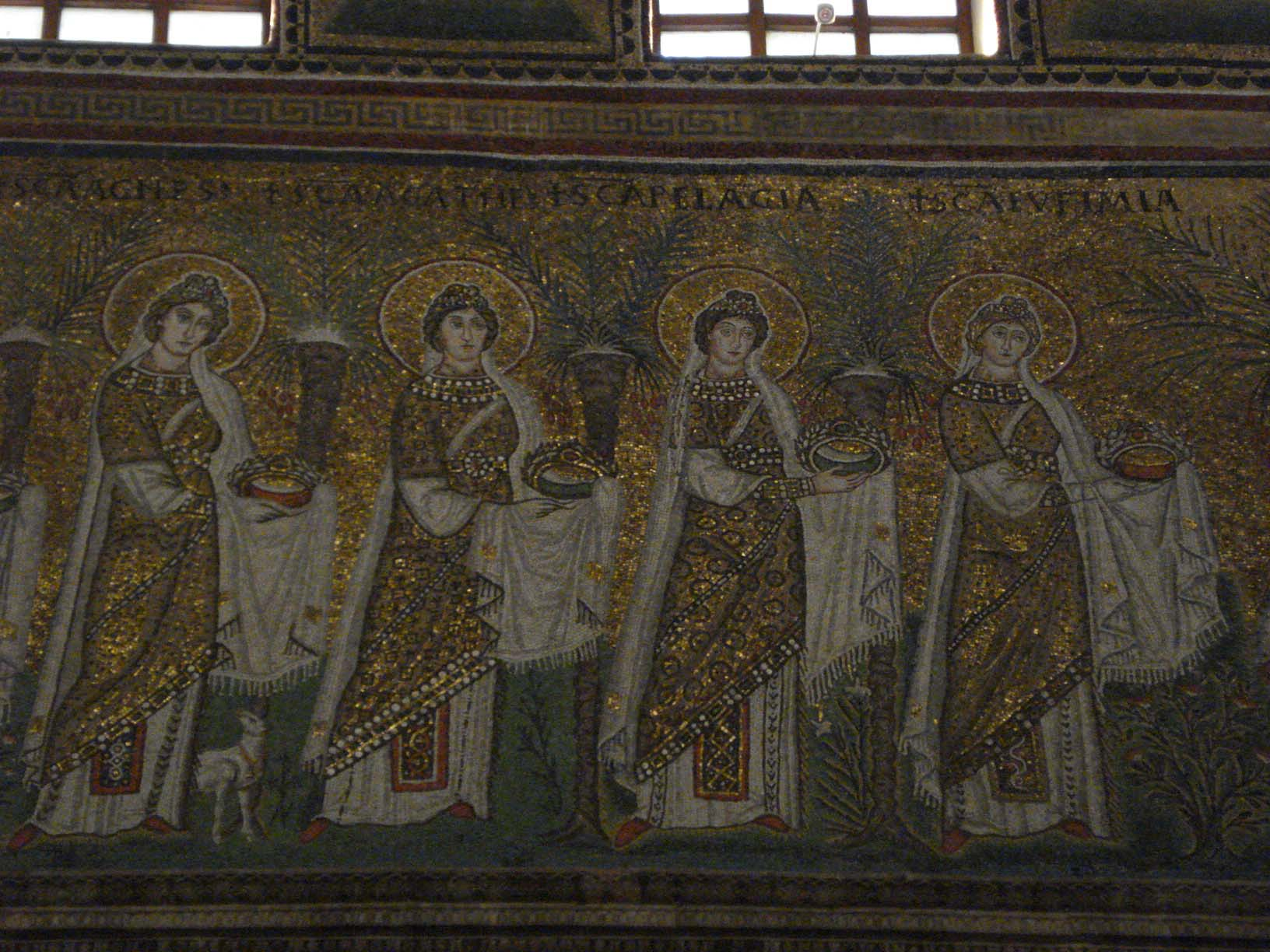
La primera verge a l'esquerra és santa Agnès amb l'anyell que la distingeix als seus peus

En ordre des de l'altar fins a l'entrada, és a dir, d'est a oest, es pot veure el següent: el cap de la processó comença amb els Reis Mags amb els seus regals per al nen Jesús —aquestes figures substituïren la imatge de l'esposa del rei Teodoric—, i els segueixen les santes Eufèmia de Calcedònia, Pelagia, Àgata de Catània, Agnès de Roma, Eulàlia, Cecília de Roma, Llúcia de Siracusa, Crispina, Valèria de Milà, Vicenta, Perpètua, Felicitat, Justina, Anastàsia de Sírmium, Daria, Emeteria, Paulina, Victòria, Anatòlia, Cristina de Bolsena, Sabina de Roma i Eugènia de Roma.
En aquesta processó de les verges màrtirs se suposa que la primera posició, ocupada per santa Eufèmia, fa referència al Concili antiarrià de Calcedònia de l'any 451; d'igual manera, en la quarta posició (com sant Llorenç al costat de la processó dels sants) destaca santa Agnès per un anyell que té al seu costat, atribut que va rebre per la semblança amb el seu nom Agnes i agnus («anyell» en llatí). Aquestes imatges porten a les seves mans la corona del martiri. La composició és similar a la sèrie dels màrtirs masculins; les imatges estan separades per palmeres i amb flors als peus. Les imatges dels Reis Mags i moltes de les màrtirs tenen els seus noms inscrits als mosaics.

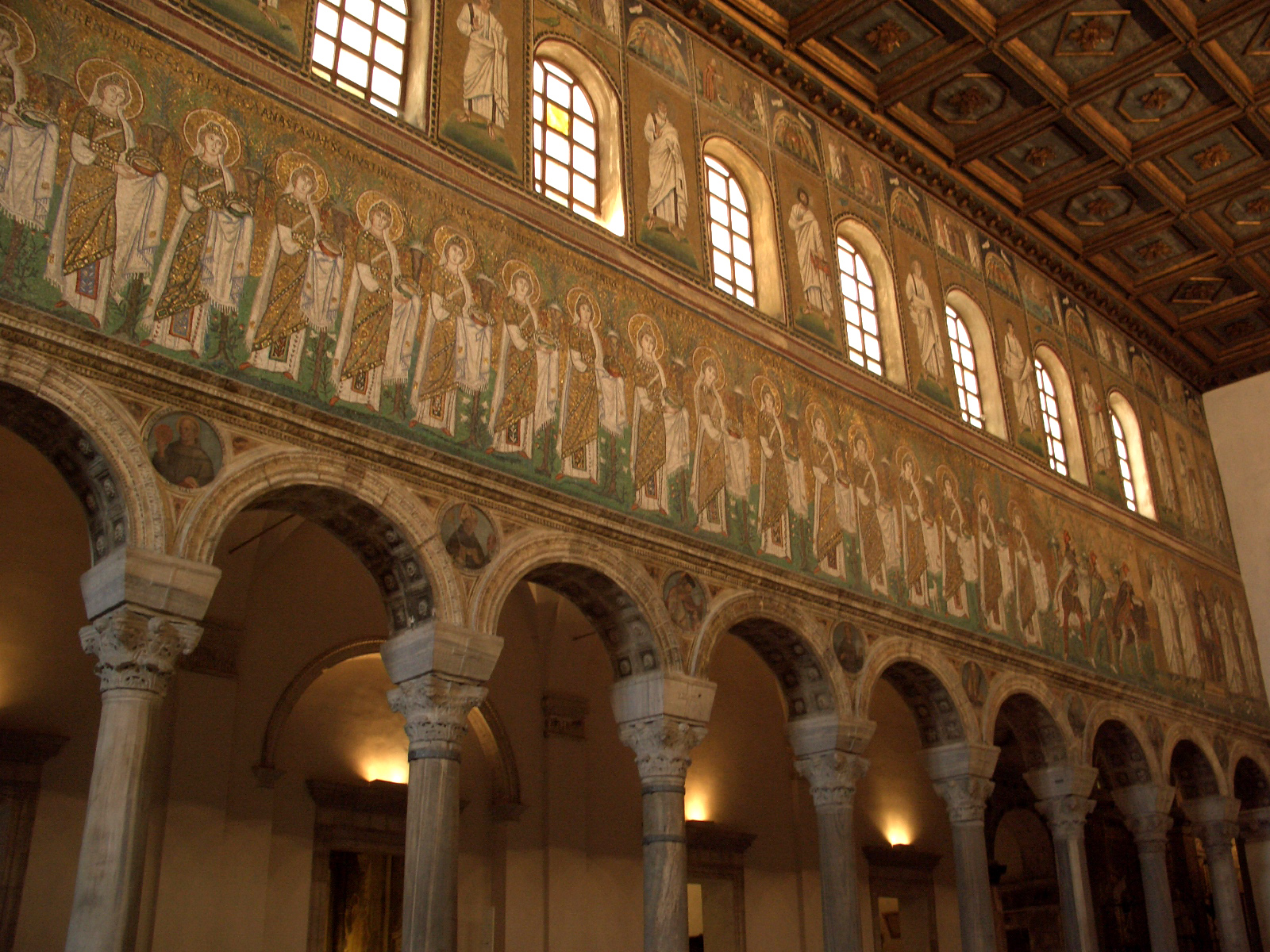
Processó completa de les santes màrtirs

Totes les figures femenines es representen amb el mateix abillament, però les túniques estan realitzades amb més riquesa de brodats en or que les simples túniques blanques dels sants representats a la paret del davant. Igual que en el cas dels sants màrtirs, s'ha de tenir en compte que la majoria de les santes representades s'esmenten al cànon eucarístic de la litúrgia romana, i l'ordre en què es presenten està relacionat amb l'ordre que tenen en les lletanies locals. Otto von Simson, un dels autors més rellevants en litúrgia de mosaics, va demostrar que molts d'aquests sants apareixen en més d'una de les lletanies de Ravenna, Roma i Milà, especialment en l'extens cànon de la missa d'aquesta darrera ciutat. En cap de les llistes de les lletanies, però, es trobaven més de dotze santes, i per completar el mateix nombre de la part masculina els creadors dels mosaics van haver de recórrer a altres litúrgies per aconseguir les màrtirs femenines que faltaven. La majoria dels sants són italians, tot i que n'hi ha alguns de l'Àfrica del Nord, d'Espanya i de la part de l'est de la Mediterrània com Eufèmia, Pelagia, Anastàsia, Cristina, Demetri i Policarp.
Molts sants amb veneració documentada a Ravenna no estan representats als mosaics, per la qual cosa la inclusió d'alguns dintre de les processons sembla com si hagués estat fruit de cortesia envers els màrtirs estrangers. Així, la connexió dels sants no només és amb les pràctiques litúrgiques de les lletanies, sinó també amb altres fonts que es poden trobar en textos històrics com en les obres De Martyribus Palaestinae escrita per Eusebi de Cesarea, De gloria martyrum de Gregori de Tours o De virginitate de Venanci Fortunat, que contenen una gran llista de sants i màrtirs. Ambdues processons mantenen el sentit teològic de l'ofrena amb la iconografia d'ésser portadors de les corones per donar-les a Crist i a la seva Mare.

#### Reis Mags

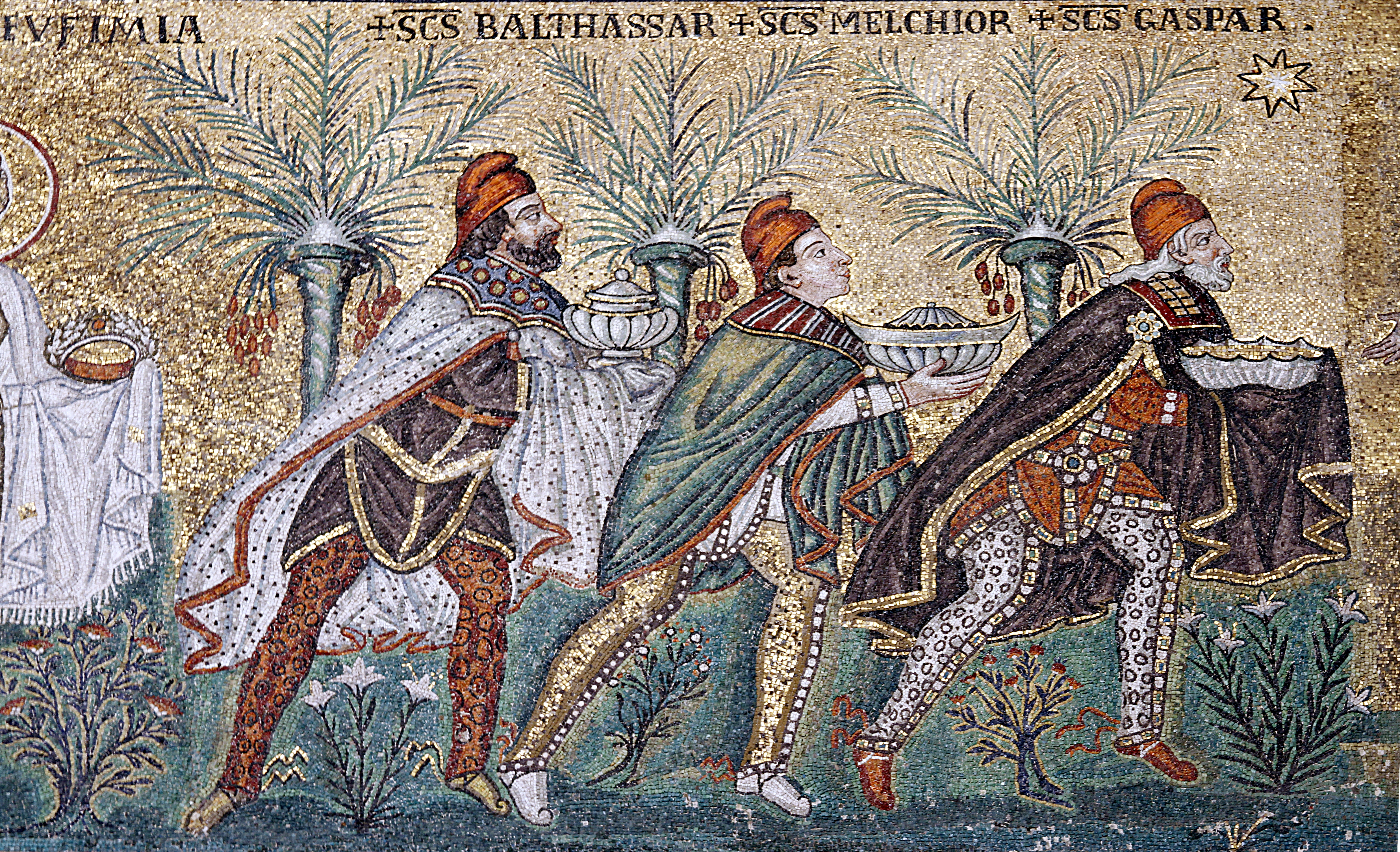
Els tres Reis Mags

Moltes escenes de representacions a la cort imperial inclouen pobles estrangers donant tribut al rei, i en aquesta processó els Reis Mags mostren aquest mateix concepte com a representants estrangers orientals. Cal tenir en compte també, com a curiositat, la seva inclusió al costat del temple reservat per a les dones. De vegades, els Reis Mags també es poden trobar com una representació simbòlica de la Trinitat, per la qual cosa col·locar-les al cap de la processó de les verges podria ser una declaració antiarriana; almenys, més tard, van ser interpretats d'aquesta manera, tal com es pot veure a l'exegesi realitzada pel bisbe Agnellus de Ravenna en la seva descripció de les imatges d'aquesta escena:
| «                                                   | Per què estan representats amb robes diferents, i no tots iguals? Perquè l'artista va seguir les Sagrades Escriptures. Ara bé, Gaspar ofereix or i vesteix una peça de roba blava, i amb la seva vestidura denota matrimoni. Baltasar està oferint encens i vesteix una peça de roba groga, amb la qual denota virginitat. Melcior està oferint mirra i vesteix una peça de roba multicolor, i amb aquesta denota penitència. El que existia abans de tots els temps [Déu] porta un vestit porpra, amb el qual deixa entendre que va néixer Rei i que ha sofert. […] Igual que aquests tres regals preciosos contenen un diví misteri, és a dir, que amb l'or significa la riquesa pròpia d'un rei, amb l'encens la forma sacerdotal i amb la mirra la mort, així mitjançant tots ells es mostra que Crist és qui ha sumit tot el pes de les iniquitats dels homes: i així també, com hem dit, aquests tres presents estan continguts en les seves peces de roba. Per què només en van venir de l'Orient tres, i no quatre, o sis o dos? És possible que signifiqui la plenitud perfecta de tota la Trinitat. | » |
| — Agnellus, Liber Pontificalis Ecclesiae Ravennatis | |   |

#### Ciutat i port de Classe

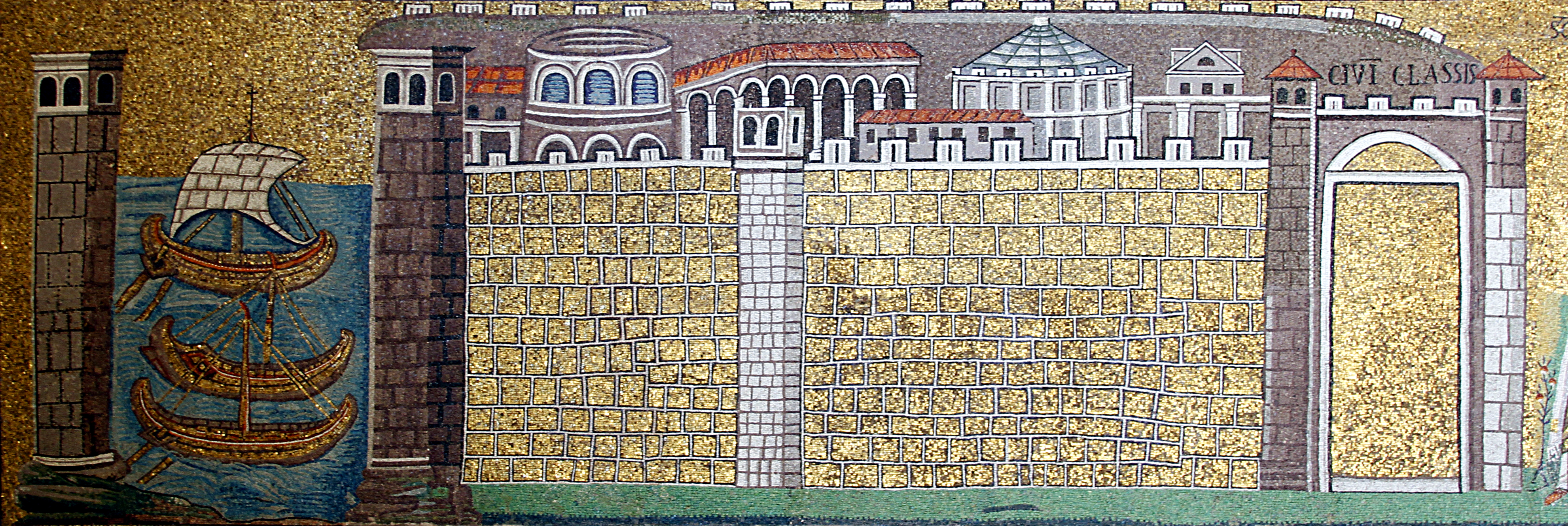
Mosaic del port de Classe

De particular interès és un mosaic que representa la ciutat de Ravenna i el seu port que en aquella època encara existia. Teodoric s'havia encarregat de reformar tant el port com la ciutat de Ravenna pel que fa a l'urbanisme. La ciutat que es mostra al mosaic està envoltada per muralles amb torrasses; a l'esquerra del mural es troba l'entrada al port, assenyalada per dues torres, on hi ha tres embarcacions alineades verticalment flotant en l'aigua tranquil·la. Els investigadors creuen que en aquests murs del port hi havia inicialment les imatges de cinc nobles que representaven ostrogots i que van ser destruïdes pel bisbe Agnellus. Continuant cap a la dreta s'observen les muralles de la ciutat, dintre de les quals s'endevinen diversos edificis notablement estilitzats: un amfiteatre, un pòrtic, una basílica i una construcció civil de planta central coberta amb una teulada cònica. Excepte l'amfiteatre, els altres edificis del mosaic van ser reconstruïts i modificats per Felice Kibel a mitjan segle xix. Sobre la porta d'accés a la ciutat, a l'extrem dret, es llegeix l'expressió llatina CIVI CLASSIS («ciutat de Classe»).